# Kosmiczna załoga
Kosmiczna załoga (ang. Galaxy Quest) – amerykańska komedia science fiction wyreżyserowana przez Deana Parisota. Parodia, a zarazem hołd dla seriali science-fiction, typu Star Trek i jego fandomu.
Film otrzymał nagrodę Hugo w kategorii najlepsza prezentacja dramatyczna w 2000, nagrodę Nebula za najlepszy scenariusz w 2001 oraz nagrodę Saturn w kategorii najlepszy aktor dla Tima Allena.

## Fabuła
Film opowiada o grupie aktorów z obsady popularnego niegdyś (fikcyjnego) serialu o przygodach załogi statku kosmicznego, zatytułowanego Kosmiczna załoga. Aktorzy odcinają kupony od sławy biorąc udział w kolejnych konwentach fanów. Kilkanaście lat po zakończeniu nadawania serialu Jason odtwarzający rolę kapitana Petera Quincy Taggarta na jednym z konwentów spotyka grupę osób, nazywających się „Thermianami z Mgławicy Klaatu”, która prosi go o wsparcie. Sądząc, że chodzi o imprezę promocyjną Jason wyraża zgodę. Okazuje się, że Thermianie są prawdziwymi kosmitami, podobnymi do ośmiornic istotami, upodobnionymi tylko do ludzi. Thermianie są pokojowo nastawioną rasą, nieco naiwną, za to zaawansowaną technologicznie. Nie znają jednak pojęcia fikcji, przez co uznali program Kosmiczna załoga za dokumentacją historyczną i odwzorowali swoje społeczeństwo na fabule serialu. Zbudowali np. działające wersje urządzeń tam przedstawionych, w tym statek kosmiczny „Protektor”. Teleportują nie do końca przytomnego Jasona na „Protektora”, by wsparł ich w negocjacjach z zagrażającym im Sarrisem, humanoidalnym Reptilianinem prowadzącym wojnę przeciwko Thermianom. Sarris żąda wydania Omegi 13 – tajnej superbroni wspomnianej, lecz nie używanej w ostatnim odcinku Kosmicznej załogi. Wciąż sądząc, że bierze udział w przedstawieniu wymyślonym przez fanów, Jason na luzie zaleca Thermianom otwarcie ognia do statku Sarrisa, po czym domaga się powrotu do domu. Gdy Thermianie przesyłają go przez kosmos na Ziemię, Jason wreszcie zdaje sobie sprawę, że doświadczone właśnie wydarzenia były prawdziwe. Thermianie wkrótce wracają na Ziemię i ponownie proszą go o pomoc. Jason wciąga resztę obsady serialu do swej przygody. Aktorzy wyrażają zgodę, wierząc, że chodzi o darmową imprezę. Po znalezieniu się na pokładzie „Protektora”, poznają prawdę i początkowo odmawiają wypełnienia misji, jednakże gdy zawstydza ich wiara naiwnych Thermian w nadludzkie możliwości ich fikcyjnych postaci, przyłączają się. Niemniej jednak aktorzy kompletnie nie znają się na kierowaniu prawdziwym statkiem kosmicznym, więc ponoszą porażkę w starciu z Sarrisem. Uciekając przez pole minowe uszkadzają zasilanie reaktora statku. Po licznych perypetiach zdobywają nowy napęd, jednak gdy wracają na pokład statku, okazuje się, że pod ich nieobecność kontrolę nad nim przejęli żołnierze Sarrisa. Reptilianin zmusza Jasona do wyznania prawdy o kosmicznej załodze, burząc wiarę w ludzi u Thermian. Sarris zostawia ludzi i Thermian na śmierć na bezużytecznym „Protektorze”, uruchamiając mechanizm jego samozniszczenia. Nie wiedząc, jak zatrzymać autodestrukcję statku, Jason kontaktuje się z pewnym zapalonym fanem serialu na Ziemi, używając przypadkowo zostawionego tam komunikatora głosowego Thermian. Brandon i jego przyjaciele, posiadając drobiazgową fanowską wiedzę o statku pomagają uwięzionej załodze. Brandon wyjaśnia również ważną kwestię – choć niektórzy fani wierzą, że Omega 13 to bomba zdolna zniszczyć całą materię we Wszechświecie, to druga teoria głosi, że jest to urządzenie pozwalające na cofnięcie czasu o 13 sekund. Akcja odwetowa aktorów i Thermian udaje się, niszczą oni statek Sarrisa, wciągając go na pole minowe, po czym triumfalnie wracają na Ziemię. Jednak niespodziewanie na pokładzie „Protektora”, przybrawszy ludzką postać, zjawia się demoniczny Sarris, który zabija większość załogi. Wtedy Jason uruchamia Omegę 13, cofa czas o 13 sekund i udaremnia atak Sarrisa. Gdy załoga ląduje na Ziemi w środku konwentu, Sarris wyłania się jeszcze raz, ale tym razem Jason strzela do niego z blastera, budząc entuzjazm fanów, którzy uznają to za super efekty specjalne. Jedna z Thermianek, Laliari, decyduje się zostać na Ziemi z nową miłością – Fredem.

## Obsada
- Tim Allen jako Jason Nasmith (komandor Peter Quincy Taggart)
- Sigourney Weaver jako Gwen DeMarco (porucznik Tawny Madison)
- Alan Rickman jako Alexander Dane (dr Lazarus)
- Tony Shalhoub jako Fred Kwan (sierżant Chen)
- Sam Rockwell jako Guy Fleegman
- Daryl Mitchell jako Tommy Weber (porucznik Laredo)
- Enrico Colantoni jako Mathesar
- Missi Pyle jako Laliari
- Robin Sachs jako generał Roth'h'ar Sarris
- Jed Rees jako Teb
- Justin Long jako Brandon